# La Chapelle-Biche
La Chapelle-Biche is een gemeente in het Franse departement Orne (regio Normandië) en telt 463 inwoners (2004). De plaats maakt deel uit van het arrondissement Argentan.

## Geografie
De oppervlakte van La Chapelle-Biche bedraagt 6,3 km², de bevolkingsdichtheid is 73,5 inwoners per km².
De onderstaande kaart toont de ligging van La Chapelle-Biche met de belangrijkste infrastructuur en aangrenzende gemeenten.

## Demografie
Onderstaande figuur toont het verloop van het inwonertal (bron: INSEE-tellingen).